# Риеча
Риеча (на сръбски: Ријећа) е село в Босна и Херцеговина, разположено в община Соколац, в ентитета на Република Сръбска. Намира се на 836 метра надморска височина. Населението му според преброяването през 2013 г. е 26 души, от тях: 17 (65,38 %) сърби, 9 (34,61 %) бошняци.

## Население
Численост на населението според преброяванията през годините:
- 1961 – 209 души
- 1971 – 207души
- 1981 – 111 души
- 1991 – 84 души
- 2013 – 26 души